# Bispira volutacornis
Bispira volutacornis är en ringmaskart som först beskrevs av Montagu 1804. Enligt Catalogue of Life ingår Bispira volutacornis i släktet Bispira och familjen Sabellidae, men enligt Dyntaxa är tillhörigheten istället släktet Bispira och familjen Sabellariidae. Arten har ej påträffats i Sverige. Inga underarter finns listade i Catalogue of Life.

## Bildgalleri

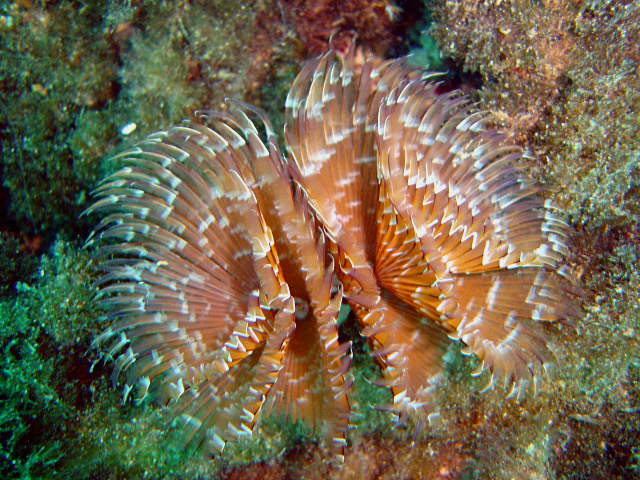
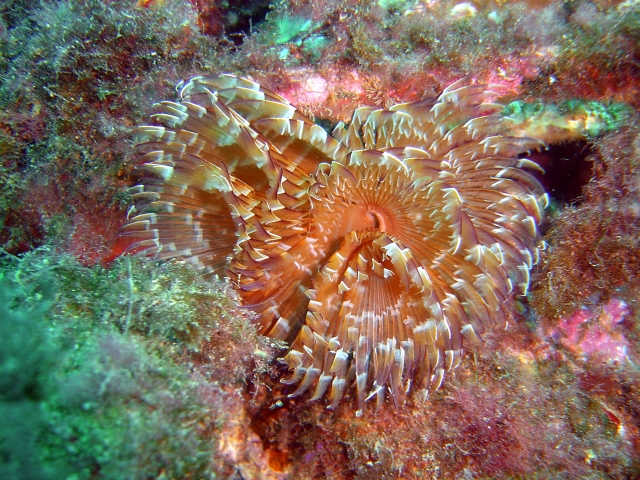